# Khorostkiv
Khorostkiv (en ukrainien : Хоростків) ou Khorostkov (en russe : Хоростков ; en polonais : Chorostkow) est une ville de l'oblast de Ternopil, en Ukraine. Sa population s'élevait à 6 881 habitants en 2017.

## Géographie
Khorostkiv est située à 45 km au sud-sud-est de Ternopil, à 153 km à l'est-sud-est de Lviv et à 360 km à l'ouest-sud-ouest de Kiev.

## Histoire
La fondation de Khorostkiv remonte à 1564. Elle reçoit le droit de Magdebourg en 1578.
La première partition de la Pologne, en 1772, attribua la ville à l'empire d'Autriche. Nommée Chorostków, elle fit partie du district de Houssiatyn dans la province (Kronland) de Galicie.

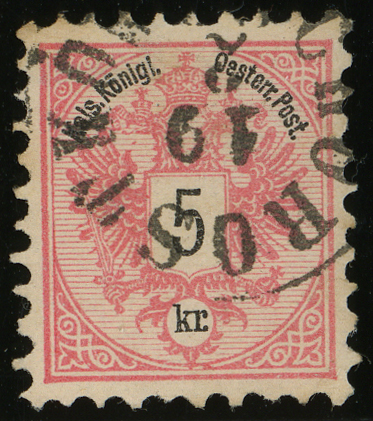
Timbre de la monarchie autrichienne vers 1883, oblitéré « Chorostków ».

Après l'effondrement de l'Autriche-Hongrie, en 1918, cette région fut disputée par la Pologne et la Russie soviétique, jusqu'à la paix de Riga, signée le 18 mars 1921, qui l'attribua à la Pologne. À la suite de la signature du pacte germano-soviétique, elle fut occupée par l'Armée rouge en septembre 1939 puis annexée à l'Union soviétique et incorporée à la république socialiste soviétique d'Ukraine. Après avoir été occupée par l'Allemagne nazie, elle redevint soviétique après la guerre.
Elle a le statut de ville depuis 1977.

## Population
Recensements (*) ou estimations de la population :
| 1959* | 1970* | 1979* | 1989* | 2001* | 2011  |
| ----- | ----- | ----- | ----- | ----- | ----- |
| 6 789 | 7 094 | 9 865 | 8 811 | 7 306 | 7 067 |

| 2012  | 2013  | 2014  | 2015  | 2016  | 2017  |
| ----- | ----- | ----- | ----- | ----- | ----- |
| 7 056 | 7 057 | 7 034 | 6 990 | 6 933 | 6 881 |

## Transports
Khorostkiv se trouve à 58 km de Ternopil par le chemin de fer et à 65 km par la route.